# 진영장등초등학교
진영장등초등학교(進永長嶝初等學校)는 대한민국 경상남도 김해시에 있는 공립 초등학교이다. 2025년 장등초 회장은 박시우,부회장은 송윤철이다.

## 연혁
- 2021년 3월 1일 : 개교

## 같이 보기
- 진영장등중학교